# Banaue
Banaue is een gemeente in de Filipijnse provincie Ifugao op het eiland Luzon. Bij de laatste census in 2007 had de gemeente ruim 21 duizend inwoners.
In de omgeving van Banaue zijn de rijstterrassen van Banaue te vinden. In 1995 werden de rijstterrassen door de UNESCO op de Werelderfgoedlijst geplaatst.

## Geografie

### Bestuurlijke indeling
Banaue is onderverdeeld in de volgende 18 barangays:
| - Amganad - Anaba - Bangaan - Batad - Bocos - Banao - Cambulo - Ducligan - Gohang | - Kinakin - Poblacion - Poitan - San Fernando - Balawis - Ohaj - Tam-an - View Point - Pula |

## Demografie
Banaue had bij de census van 2007 een inwoneraantal van 21.448 mensen. Dit zijn 885 mensen (4,3%) meer dan bij de vorige census van 2000. De gemiddelde jaarlijkse groei komt daarmee uit op 0,58%, hetgeen lager is dan het landelijk jaarlijks gemiddelde over deze periode (2,04%). Vergeleken met de census van 1995 is het aantal mensen met 934 (4,6%) toegenomen.

De bevolkingsdichtheid van Banaue was ten tijde van de laatste census, met 21.448 inwoners op 191,2 km², 112,2 mensen per km².